# لويس مارتينيز (لاعب رماية)
لويس مارتينيز (بالإسبانية: Luis Martínez)‏ هو لاعب رماية إسباني، ولد في 15 أبريل 1976 في لوغرونيو في إسبانيا.

## وصلات خارجية
- لويس مارتينيز على موقع الاتحاد الدولي (الإنجليزية)
- لويس مارتينيز على موقع اللجنة الأولمبية الدولية (الإنجليزية)
- لويس مارتينيز على موقع أوليمبيديا (الإنجليزية)
- لويس مارتينيز على موقع اللجنة الأولمبية الإسبانية (الإسبانية)